# Canistel
Canistel (Pouteria campechiana), conhecida também como sapota amarela, é uma fruta originária de regiões de clima tropical. Na América Latina, o fruto pode ser encontrada desde o México até o Brasil. Sua cor pode variar, mas usualmente é a amarela, possuindo polpa fina e um pouco pegajosa, lembrando o interior de um ovo, dotada de poucos caroços. Seu sabor é forte e adocicado, sendo considerado uma boa fonte de vitamina A e carboidratos.